# Schilling Hamburger Current

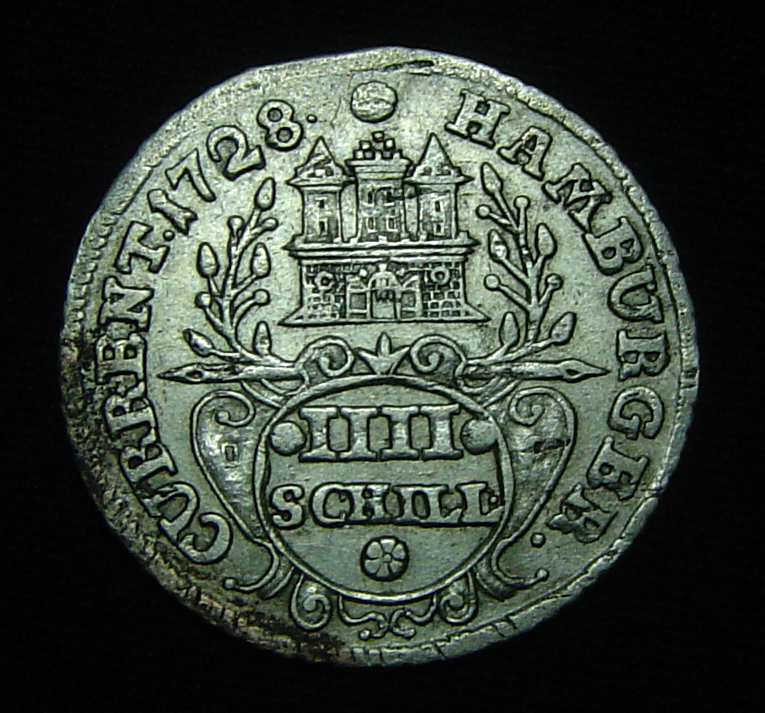
Rückseite einer 4-Schilling Hamburger Courant (Current) -Münze von 1728

Schilling Hamburger Current (oder Schilling Hamburger Courant) ist die Hauptmünzsorte der Hamburger Courant-Währung von 1725 bis 1856.
Die Hamburger Stadtregierung beschloss am 25. Januar 1725 den Übergang zum 34-Mark-Münzfuß. Nach ihm wurden auch die neuen Schilling-Münzen geprägt. Dies bedeutet, dass aus einer Kölner Gewichtsmark Feinsilber (= etwa 234 g) Münzen zu 34 Mark Hamburger Courant geprägt werden. Die tatsächlich herausgebrachten vollwertigen Silbermünzen lauteten jedoch nicht auf Mark, sondern auf Schilling. Dabei galt, dass 16 Schillinge eine Mark ergeben.
| Nominal                 | Feingehalt (000/1000) | Stück/Mark fein | Masse | Randprägung | Münzart       |
| ----------------------- | --------------------- | --------------- | ----- | ----------- | ------------- |
| Dreiling (3 Pfennige)   | 187,5                 | 2432            | 0,51  | glatt       | Scheidemünzen |
| Sechsling (6 Pfennige)  | 259                   | 1216            | 0,77  | glatt       | Scheidemünzen |
| Schilling (12 Pfennige) | 375                   | 576             | 1,08  | glatt       | Scheidemünzen |
| 2 Schilling             | 437,5                 | 272             | 1,96  | Kerben      | Kurantmünzen  |
| 4 Schilling             | 562,5                 | 136             | 3,05  | (1)         | Kurantmünzen  |
| 8 Schilling             | 625                   | 68              | 5,50  | (1)         | Kurantmünzen  |
| 16 Schilling            | 750                   | 34              | 9,16  | (1)         | Kurantmünzen  |
| 32 Schilling (2)        | 750                   | 17              | 18,32 | (1)         | Kurantmünzen  |
| 32 Schilling (3)        | 968,75                | 17              | 14,17 | Ornament    | Kurantmünzen  |

(1) 1726–1759 Kerben (vereinzelt auch später), bis 1797 Schnur, 1808 Ornament

(2) bis 1808

(3) 1809
1726 legte Hamburg einen festen Kurs zwischen der Mark Courant (= 16 Schillinge Hamburger Courant) und der Hamburger Banco-Währung (Mark Banco) fest. Diese Maßnahme führte jedoch zu einem Handelskrieg mit Dänemark und den zu weiten Teilen unter dänischer Oberhoheit stehenden Herzogtümern Schleswig und Holstein. Der Versuch wurde 1736 abgebrochen. Danach wurde der Kurs freigegeben und an der Börse notiert. Der Kurs lag etwa bei 1 Mark Banco = 20 Schillinge Courant bzw. 1 Banco- oder Speciesthaler = 60 Schillinge Courant.
Am 24. April 1856 ging Hamburg zum etwas leichteren Graumannschen 14-Taler-Fuß über (= 35-Mark-Fuß), den zuvor Preußen eingeführt hatte. Zu diesem Zeitpunkt hatte Hamburg die eigene Münzprägung bereits weitgehend eingestellt. Bis 1862 wurden nur noch einige Kleinmünzen geprägt, jedoch weiter nach dem alten 34-Mark-Fuß und mit der Jahreszahl 1856 versehen.

## Quelle
- Kurt Jaeger, Jens-Uwe Rixen: Nordwestdeutschland – Ostfriesland, Oldenburg, Jever, Kniphausen, Bremen, Hamburg, Lübeck, Schleswig-Holstein, Lauenburg. In: Die Münzprägungen der deutschen Staaten vor Einführung der Reichswährung. Band 6, Münzen- und Medaillen A. G., Basel 1971, S. 80–83.